# Muchodławka białoskrzydła
Muchodławka białoskrzydła, muchodławka zmienna (Terpsiphone mutata) – gatunek ptaka z rodziny monarek (Monarchidae). Występuje na Madagaskarze i Komorach (w tym na Majotcie). Nie jest zagrożony wyginięciem.

## Systematyka
Takson ten został po raz pierwszy opisany naukowo w 1766 roku przez Karola Linneusza, który zaklasyfikował go do rodzaju Muscicapa. Dopiero w 1827 roku został utworzony przez Constantina Wilhelma Lamberta Glogera rodzaj Terpsiphone, do którego muchodławka białoskrzydła została przeniesiona. Nazwa rodzajowa Terpsiphone pochodzi z języka greckiego i oznacza: terpo – zadowolony, zadowalać się i phone – głos. Epitet gatunkowy mutata pochodzi z łaciny i oznacza zmienność.
Muchodławka białoskrzydła najprawdopodobniej wyewoluowała od afrykańskiego przodka, jest blisko spokrewniona z muchodławką rajską i muchodławką wspaniałą.

### Podgatunki
Wyróżnia się 5 lub 6 podgatunków:
- T. m. singetra, opisany przez Finna Salomonsena w 1933, występuje na północy, południu i zachodzie Madagaskaru.
- muchodławka białoskrzydła[4] (T. m. mutata), opisany przez Linneusza w 1766, występuje na centralnym płaskowyżu oraz na wschodzie Madagaskaru.
- muchodławka komorska[4] (T. m. comorensis), opisany przez Alphonse Milne-Edwardsa i Émile Oustaleta w 1885, występuje na Wielkim Komorze (zachodnie Komory).
- T. m. voeltzkowiana, opisany przez Gustawa Stresemanna w 1924, występuje na Mohéli (zachodnio-środkowe Komory).
- muchodławka lisia[4] (T. m. vulpina), opisany przez Edwarda Newtona w 1877, występuje na Anjouan (środkowe Komory).
- T. m. pretiosa, opisany przez René Lessona w 1847, występuje na Majotcie (wschodnie Komory).

Podgatunek singetra często uznawany jest za synonim podgatunku nominatywnego.

## Charakterystyka

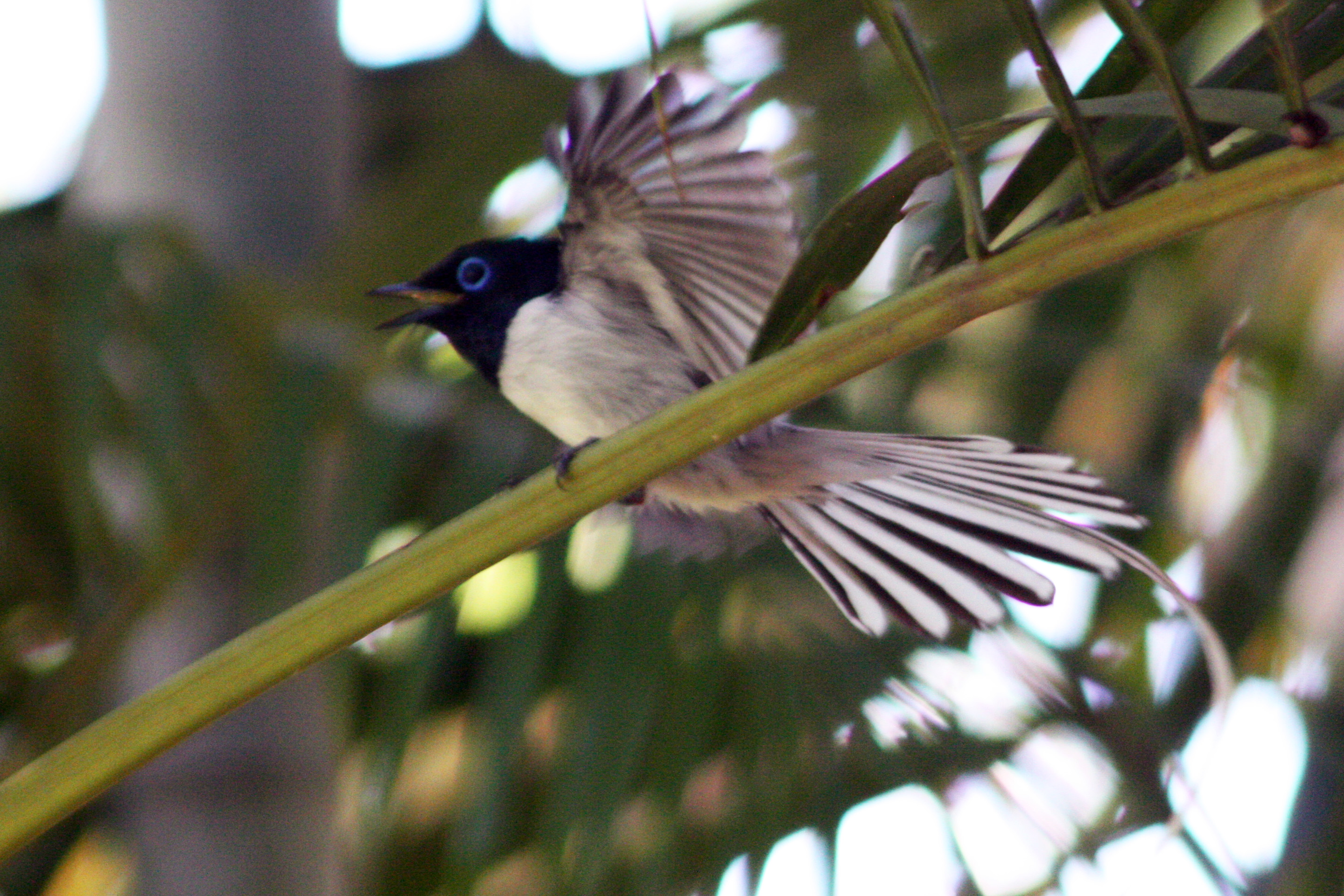
Samiec białej odmiany morfologicznej

Średniej wielkości ptak śpiewający, mierzy 18 cm długości i waży pomiędzy 12,1 a 12,3 gramów. Samce mają bardzo długie ogony, które dochodzą do 18 cm długości. Samica jest rudo-pomarańczowa, z czarną głową i karkiem. Lotki na skrzydłach są czarne, z rudymi brzegami.

## Występowanie
Jest to endemiczny gatunek występujący na Madagaskarze i Komorach. Jest szeroko rozpowszechniony we wszystkich rodzajach lasów w swoim obszarze występowania, z wyjątkiem górskich. Obecny jest na wysokościach do 1600 m n.p.m. Obserwuje się go także na plantacjach, w ogrodach i parkach.

## Pożywienie
Jest to gatunek owadożerny, zjadający różne rodzaje insektów. Zwykle występuje w stadach z innymi gatunkami, głównie z lemurką szarą. Badania wykazały, że wydajność zdobywania pożywienia przez Terpsiphone jest skorelowana z ilością lemurek szarych w stadzie. Duża ich liczba wpływa korzystnie na rezultat żerowania. Gdy ptaki odżywiają się wspólnie, ich zachowania są inne, niż gdy robią to samotnie, na przykład przebywając w stadzie z wangą rdzawą muchodławki białoskrzydłe żerują znacznie bliżej ziemi niż normalnie.

## Rozród

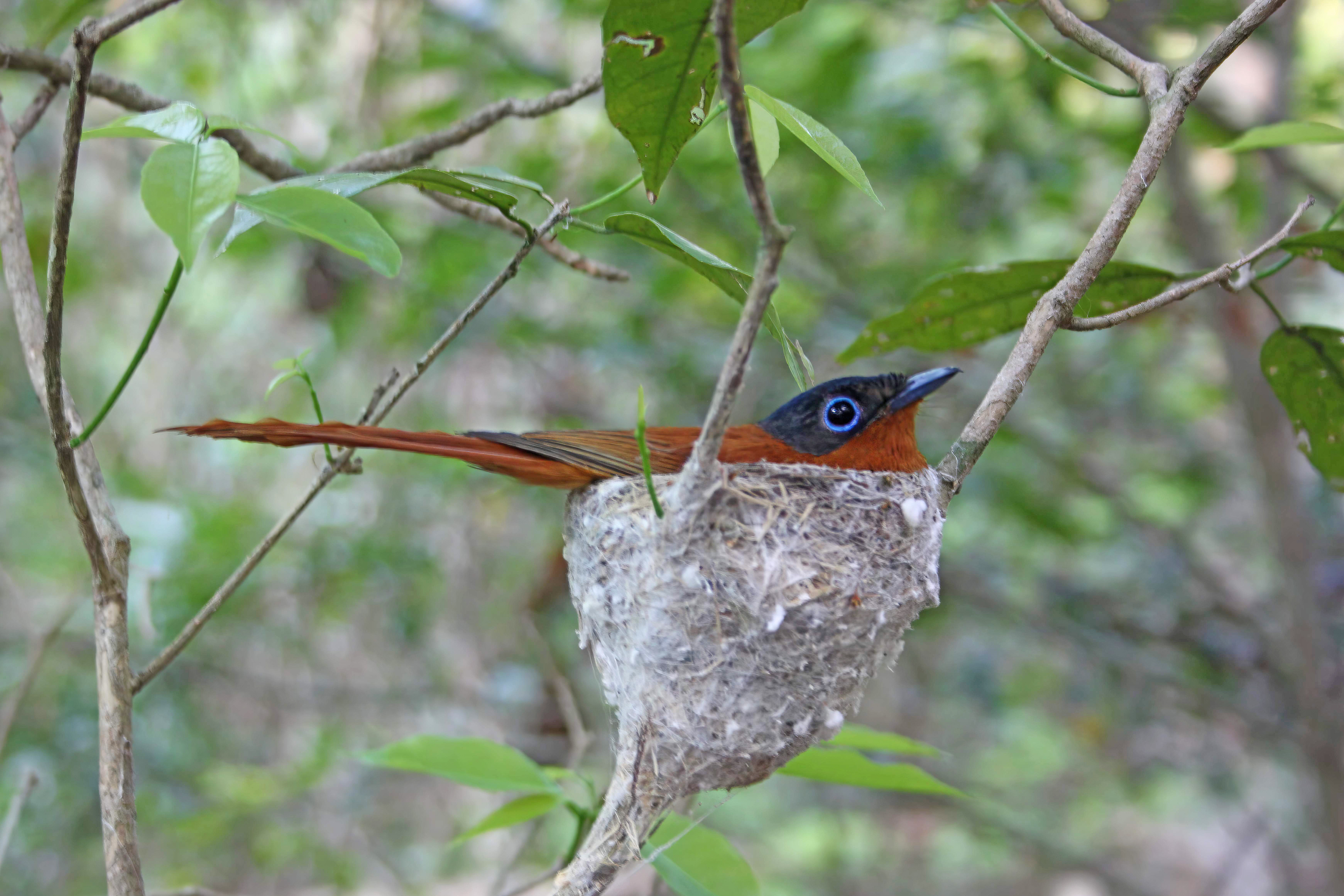
Samica na gnieździe

Muchodławka białoskrzydła buduje głębokie, wiszące na gałęziach gniazda, 1 do 5 metrów nad ziemią. Samica składa zwykle 3 jaja o długości 18–19 mm i średnicy 14 mm. Jaja mogą być zróżnicowane kolorystycznie – od różowych do łososiowych, z brązowymi lub lawendowymi plamami. Czasami wysiadują jaja pasożyta lęgowego, jakim jest kukułka popielata.

## Status i zagrożenia
W Czerwonej księdze gatunków zagrożonych IUCN gatunek ten zaliczany jest do kategorii LC (Least Concern – najmniejszej troski) nieprzerwanie od 1988 roku. Jednak naturalne środowisko jego występowania jest degradowane, a populacja (choć trudna do oszacowania) zmniejsza się. Mimo to gatunek ten aktualnie występuje pospolicie na Madagaskarze. Posiada on wielu naturalnych wrogów, takich jak owadożer madagaskarski, krogulec malgaski oraz kania egipska, które polują na niego. Dodatkowo jaja muchodławki białoskrzydłej są przysmakiem lemura płowego.